# Diócesis de Victoria
La diócesis de Victoria (en latín: Dioecesis Victorien(sis) in Insula Vancouver y en inglés: Roman Catholic Diocese of Victoria in Canada) es una circunscripción eclesiástica latina de la Iglesia católica en Canadá, sufragánea de la arquidiócesis de Vancouver. La diócesis tiene al obispo Gary Michael Gordon como su ordinario desde el 14 de junio de 2014.

## Territorio y organización
La diócesis tiene 33 197 km² y extiende su jurisdicción sobre los fieles católicos de rito latino residentes en la provincia de Columbia Británica en la isla de Vancouver, las islas cercanas a la costa al oeste y las islas al oeste de la parte continental.
La sede de la diócesis se encuentra en la ciudad de Victoria, en donde se halla la Catedral de San Andrés.
En 2020 en la diócesis existían 30 parroquias.

## Historia
La diócesis de la Isla de Vancouver (conocida simplemente como la diócesis de Vancouver) fue erigida el 24 de julio de 1846 con el breve Decet sane del papa Pío IX, obteniendo el territorio del vicariato apostólico del Territorio de Oregón, al mismo tiempo elevado a la categoría de sede metropolitana con el nombre de la arquidiócesis de Oregon City (hoy arquidiócesis de Portland), de la cual la nueva diócesis se convirtió en sufragánea.
El 14 de diciembre de 1863 cedió una parte de su territorio para la erección del vicariato apostólico de Columbia Británica (hoy arquidiócesis de Vancouver) mediante el breve Quae ad rem del papa Pío IX.
En 1884 el obispo Seghers inició la obra de evangelización de Alaska, comprometiéndose personalmente como misionero en esa tierra. Durante uno de sus viajes, fue asesinado por su sirviente, Frank Fuller, cerca de Nulato.
El 27 de julio de 1894 cedió otra porción de territorio para la erección de la prefectura apostólica de Alaska (hoy diócesis de Fairbanks).
El 19 de junio de 1903 fue elevada al rango de arquidiócesis metropolitana con la bula Cum ex apostolico del papa León XIII con el nombre de arquidiócesis de Vancouver; la diócesis de New Westminster (hoy arquidiócesis de Vancouver) y el vicariato apostólico de Mackenzie (hoy diócesis de Mackenzie-Fort Smith) le fueron asignadas como sufragáneas.
El 6 de septiembre de 1904 tomó el nombre de arquidiócesis de Victoria.
El 19 de septiembre de 1908 fue privada del rango de arquidiócesis metropolitana y se convirtió en diócesis sufragánea de la arquidiócesis de Vancouver.

## Estadísticas
De acuerdo al Anuario Pontificio 2021 la diócesis tenía a fines de 2020 un total de 102 150 fieles bautizados.
| Año                                                                             | Población            | Población | Población      | Sacerdotes | Sacerdotes    | Sacerdotes    | Bautizados por sacerdote | Diáconos permanentes | Religiosos | Religiosos | Parroquias |
| Año                                                                             | Bautizados católicos | Total     | % de católicos | Total      | Clero secular | Clero regular | Bautizados por sacerdote | Diáconos permanentes | Varones    | Mujeres    | Parroquias |
| ------------------------------------------------------------------------------- | -------------------- | --------- | -------------- | ---------- | ------------- | ------------- | ------------------------ | -------------------- | ---------- | ---------- | ---------- |
| 1950                                                                            | 18 000               | 150 983   | 11.9           | 45         | 27            | 18            | 400                      |                      | 25         | 240        | 36         |
| 1966                                                                            | 28 000               | 290 835   | 9.6            | 55         | 31            | 24            | 509                      |                      | 40         | 210        | 45         |
| 1970                                                                            | 33 000               | 333 951   | 9.9            | 54         | 31            | 23            | 611                      |                      | 30         | 184        | 53         |
| 1976                                                                            | 38 000               | 381 796   | 10.0           | 45         | 22            | 23            | 844                      |                      | 32         | 153        | 51         |
| 1980                                                                            | 44 300               | 447 000   | 9.9            | 47         | 23            | 24            | 942                      |                      | 32         | 136        | 58         |
| 1990                                                                            | 79 000               | 493 000   | 16.0           | 43         | 25            | 18            | 1837                     |                      | 22         | 117        | 58         |
| 1999                                                                            | 90 000               | 655 249   | 13.7           | 45         | 28            | 17            | 2000                     |                      | 21         | 93         | 29         |
| 2000                                                                            | 90 000               | 655 249   | 13.7           | 44         | 28            | 16            | 2045                     |                      | 20         | 90         | 29         |
| 2001                                                                            | 90 000               | 655 249   | 13.7           | 45         | 27            | 18            | 2000                     |                      | 22         | 94         | 29         |
| 2002                                                                            | 90 000               | 705 113   | 12.8           | 40         | 25            | 15            | 2250                     |                      | 19         | 94         | 30         |
| 2003                                                                            | 90 000               | 705 113   | 12.8           | 39         | 20            | 19            | 2307                     |                      | 23         | 94         | 41         |
| 2004                                                                            | 94 465               | 693 496   | 13.6           | 37         | 22            | 15            | 2553                     | 1                    | 19         | 91         | 30         |
| 2010                                                                            | 95 920               | 704 993   | 13.6           | 45         | 30            | 15            | 2131                     |                      | 19         | 68         | 30         |
| 2014                                                                            | 99 400               | 737 000   | 13.5           | 46         | 32            | 14            | 2160                     |                      | 18         | 59         | 30         |
| 2017                                                                            | 98 295               | 762 000   | 12.9           | 42         | 31            | 11            | 2340                     | 2                    | 16         | 50         | 30         |
| 2020                                                                            | 102 150              | 791 900   | 12.9           | 37         | 28            | 9             | 2760                     | 6                    | 12         | 45         | 30         |
| Fuente: Catholic-Hierarchy, que a su vez toma los datos del Anuario Pontificio. |                      |           |                |            |               |               |                          |                      |            |            |            |

## Episcopologio
- Modeste Demers † (28 de julio de 1846-28 de julio de 1871 falleció)
- Charles-Jean Seghers † (11 de marzo de 1873-23 de julio de 1878 nombrado arzobispo coadjutor de Oregon City[5])
- Jean-Baptiste Brondel † (26 de septiembre de 1879-7 de abril de 1883 renunció[6])
- Charles-Jean Seghers † (6 de marzo de 1884-28 de noviembre de 1886 falleció) (por segunda vez)
- Jean-Nicolas Lemmens † (29 de mayo de 1888-10 de agosto de 1897 falleció)
- Alexander Christie † (26 de marzo de 1898-4 de marzo de 1899 nombrado arzobispo de Oregon City)
- Bertram Orth † (24 de marzo de 1900-1904 renunció[7])
- Alexander MacDonald † (1 de octubre de 1908-6 de junio de 1923 renunció[8])
- Thomas O'Donnell † (23 de diciembre de 1923-27 de mayo de 1929 nombrado arzobispo coadjutor de Halifax[9])
- Gerald C. Murray, C.SS.R. † (30 de enero de 1930-18 de abril de 1934 nombrado obispo de Saskatoon)
- John Hugh MacDonald † (11 de agosto de 1934-16 de diciembre de 1936 nombrado arzobispo coadjutor de Edmonton[10])
- John Christopher Cody † (9 de diciembre de 1936-6 de abril de 1946 nombrado obispo coadjutor de London[11])
- James Michael Hill † (22 de junio de 1946-29 de marzo de 1962 falleció)
- Remi Joseph De Roo † (29 de octubre de 1962-18 de marzo de 1999 retirado)
- Raymond Olir Roussin, S.M. † (18 de marzo de 1999 por sucesión-10 de enero de 2004 nombrado arzobispo de Vancouver)
- Richard Joseph Gagnon (14 de mayo de 2004-28 de octubre de 2013 nombrado arzobispo de Winnipeg)
- Gary Michael Gordon, desde el 14 de junio de 2014